# 田畑由秋
田畑由秋（田畑 由秋，1968年—），日本漫畫原作者。

## 原作作品

### 漫畫連載
- 漫畫王J（日语：コミックマスターJ）（作画：余湖裕輝，少年畫報社《YOUNG KING OURs》1996年19号 - 2005年11月号，全13卷）台灣東立出版社代理
- 惡滅（日语：アクメツ）（作画：余湖裕輝，秋田書店《週刊少年Champion》2002年43号 - 2006年17号，全18卷）台灣長鴻出版社代理
- 狼的紋章（日语：ウルフガイ (ヤングチャンピオン版)）（原作：平井和正、作監：余湖裕輝、作画：泉谷あゆみ，秋田書店《Young Champion（日语：ヤングチャンピオン）》2007年6号 - 2012年5号，全12卷）台灣東立出版社代理
- （原作：隆慶一郎、作画：余湖裕輝，新潮社《週刊Comic Bunch（日语：週刊コミックバンチ）》2007年12号 - 2009年27号，全1卷） - 不定期連載[1]
- 真無敵鐵金剛ZERO（原作：永井豪、作画：余湖裕輝，秋田書店《Champion RED》2009年6月号[2] - 2012年12月号、全9卷）
  - 真無敵鐵金剛ZERO vs 暗黑大將軍（秋田書店《Champion RED》2013年1月号 - 2016年1月号，全8卷）
- 青年怪醫黑傑克（原作：手塚治虫、作画：大熊由護，《Young Champion》2011年24号 - 2019年13号[3]，全16卷）台灣尖端出版、香港文化傳信代理
- NINJA SLAYER忍者殺手（原作：Bradley Bond、Philip Ninj@ Morzez、翻譯：本兌有、杉ライカ、作画：余湖裕輝、人物設定：わらいなく、Twitter免費連載2013年7月 - 2018年、《Comptiq》2013年7月10日発売号 - 2018年1月号、《月刊Comp Ace》再發表 - 2016年11月号）台灣台灣角川代理
  - NINJA SLAYER忍者殺手 殺伐都市京都（日语：ニンジャスレイヤー・キョート・ヘル・オン・アース，《Champion RED》2018年6月号[4] - 連載中、目前8卷）

### 單篇漫畫
- （作画：余湖裕輝，少年畫報社《YOUNG KING（日语：ヤングキング）》2007年15号）

### 其他
- （獨立電影，監督・出演，1999年）

## 外部連結
- 漫画脚本家 田畑由秋のぼやきつぶやき （页面存档备份，存于）
- バトル野郎
- 田畑由秋的X（前Twitter）